# Sonic Origins
Sonic Origins ist eine Videospielsammlung, die vom Sonic Team entwickelt und von Sega weltweit am 23. Juni 2022, dem 31. Jahrestag von Sonics erstem Videospiel, für Nintendo Switch, PlayStation 4, PlayStation 5, Xbox One, Xbox Series und PC veröffentlicht wurde.
Sie enthält die vier Spiele Sonic the Hedgehog (1991), Sonic the Hedgehog 2 (1992), Sonic the Hedgehog CD (1993) und Sonic 3 & Knuckles (1994) in einer klassischen Version, welche dem jeweiligen Originalspiel vom Sega Mega Drive nahe kommt und einen Jubiläumsmodus im 16:9-Bildschirmformat mit Optimierungen und Verbesserungen.
Während Sonic Origins rein digital vertrieben wurde, soll genau ein Jahr später am 23. Juni 2023 die erweiterte Fassung Sonic Origins Plus auch als Retailversion erscheinen. In Sonic Origins Plus soll auch Amy Rose in den bereits zuvor enthaltenen Spielen als spielbarer Charakter zur Auswahl stehen und es wurden zwölf weitere Sonic-Spiele vom Sega Game Gear originalgetreu zur Spieleauswahl hinzugefügt.

## Inhalt
Sonic Origins enthält folgende Spiele:
| Auswählbare Spiele in Sonic Origins | Auswählbare Spiele in Sonic Origins | Auswählbare Spiele in Sonic Origins | Auswählbare Spiele in Sonic Origins   | Auswählbare Spiele in Sonic Origins |
| Name des Spiels                     | Release                             | Genre                               | Entwickler                            | Ursprüngliches System               |
| ----------------------------------- | ----------------------------------- | ----------------------------------- | ------------------------------------- | ----------------------------------- |
| Sonic the Hedgehog                  | 1991                                | Jump ’n’ Run                        | Sonic Team                            | Sega Mega Drive                     |
| Sonic the Hedgehog 2                | 1992                                | Jump ’n’ Run                        | Sonic Team & Sega Technical Institute | Sega Mega Drive                     |
| Sonic the Hedgehog CD               | 1993                                | Jump ’n’ Run                        | Sonic Team                            | Sega Mega-CD, PC                    |
| Sonic 3 & Knuckles                  | 1994                                | Jump ’n’ Run                        | Sonic Team & Sega Technical Institute | Sega Mega Drive                     |

Drei der vier Spiele in Sonic Origins basieren auf den bereits zuvor für die Smartphone-Systeme iOS und Android erschienenen Remasters aus den Jahren 2011 (Sonic the Hedgehog CD) und 2013 (Sonic the Hedgehog sowie Sonic the Hedgehog 2), womit sie auch hier im Vergleich zu den Sega-Mega-Drive-Originalen über flüssigeres 60-fps-Gameplay, kleinere Bugfixes und Optimierungen sowie zusätzliche Inhalte wie die Hidden Palace Zone, die sich ursprünglich für Sonic the Hedgehog 2 in Entwicklung befand, aber verworfen und erst 2013 für Mobilgeräte fertiggestellt wurde, verfügen.
Erstmals erhielt auch das Spiel Sonic 3 & Knuckles (eine Kombination der Spielmodule von Sonic the Hedgehog 3 (1994) und Sonic & Knuckles (1994), wodurch schon auf dem Sega Mega Drive beide Spiele als ein zusammenhängendes Abenteuer spielbar waren) ein offizielles Remaster dieser Art, erneut entwickelt von Simon Thomley, der ein weiteres Mal mit der sogenannten Retro Engine nach den anderen Remasters und Sonic Mania (2017) auch für die Umsetzung von Sonic 3 & Knuckles in Sonic Origins verantwortlich war.
In drei Leveln in Sonic the Hedgehog 3 wurden neue Varianten der ursprünglich geplanten Beta-Soundtracks erstellt, welche die entsprechenden Soundtracks des Mega-Drive-Originals ersetzten (wie schon bei der Sonic & Knuckles Collection von 1997), da diese in einer Zusammenarbeit mit Michael Jackson entstanden und nach seinem Tod von seinem Management rechtlich nicht mehr zur Verfügung gestellt wurden. Zuvor wurde Sonic 3 & Knuckles zuletzt am 27. Januar 2011 auf Steam veröffentlicht und erschien seither in keiner Form, in keinem Online-Store oder auf Collections, bis zum Release von Sonic Origins am 23. Juni 2022.

## Modi
Im Menü des Spiels wählt man zwischen den Inseln, auf denen sich die Abenteuer abspielen: South Island für Sonic the Hedgehog, Little Planet für Sonic the Hedgehog CD, Westside Island für Sonic the Hedgehog 2 und die schwebende Insel Angel Island für Sonic 3 & Knuckles sowie Blue Sphere. Je nach Spielfortschritt verändern sich teils auch die Inseln im Menü (Positionen des Death Egg, Angel Island schwebt oder liegt im Meer, Little Planet ist sichtbar oder nicht). Dort wählt man bei jedem der vier Spiele zwischen dem Jubiläumsmodus, dem Klassik-Modus oder einem Bosssturm-Modus, in dem man die Bosskämpfe gegen Dr. Eggman hintereinander bestreiten muss.
Beide Varianten aller Spiele, unabhängig ob Jubiläumsmodus oder Klassik-Modus, verfügen über:
- 60 fps, Bugfixes, Optimierungen und kleinere Änderungen (z. B. im Intro von Sonic 3 & Knuckles steht Knuckles nicht still, sondern posiert in Kampfpose)
- Neue, im Zeichentricksstil animierte Zwischensequenzen, zu Beginn und nach Abschluss jedes der vier Spiele
- Die Fähigkeit Spin Dash (Im ersten Sonic the Hedgehog ursprünglich nicht vorhanden)
- Die Special Stages aller vier Spiele laufen sehr viel flüssiger und sind deutlich angenehmer zu spielen als im jeweiligen Original
- Die ursprünglich für Sonic the Hedgehog 2 verworfene Hidden Palace Zone, so wie sie 2013 für die Smartphone-Version fertiggestellt wurde
- In drei Leveln in Sonic 3 & Knuckles wurden neue Varianten der Beta-Soundtracks erstellt, welche die Soundtracks des Sega-Mega-Drive-Veröffentlichungen ersetzen

### Jubiläumsmodus
Der Jubiläumsmodus, im englischen Anniversary Mode, jedes Spiels verfügt über:
- 16:9-Bildschirmformat
- Sonic, Tails und Knuckles als spielbare Charaktere (nur in Sonic the Hedgehog CD ist Knuckles ausschließlich in der Version Sonic Origins Plus spielbar, ebenso ist dort Amy Rose in allen Haupttiteln verfügbar)
- Die Fähigkeiten Spin Dash sowie Drop Dash (in Sonic Mania eingeführt) in jedem Spiel
- Kein Extraleben-System mit Continues und Game Over, stattdessen endlos viele Versuche, immer wieder vom letzten Checkpoint beginnend
- Sammelbare Münzen für das Museum anstelle der Extraleben

### Klassik-Modus
Der Klassik-Modus, im englischen Classic Mode, jedes Spiels verfügt über:
- 4:3-Bildschirmformat
- Austauschbare Rahmen für die Ränder
- Die Fähigkeit Spin Dash (auch im ersten Sonic the Hedgehog, obwohl ursprünglich nicht vorhanden), jedoch nicht den Drop Dash
- Extraleben-System mit Continues und Game Over

### Weitere Modi
Hinzu kommen zwei weitere Menüpunkte, die durch Inseln anderer, früherer Sonic-Spiele dargestellt werden: Mount Mobius von Sonic the Hedgehog Spinball (1993) für den Story-Modus sowie den Missions-Modus und Flickies’ Island von Sonic 3D: Flickies’ Island (1996) für das Museum und Optionen. Im Story-Modus spielt man die Spiele in der Reihenfolge Sonic the Hedgehog, Sonic the Hedgehog CD, Sonic the Hedgehog 2 und Sonic 3 & Knuckles aufeinanderfolgend durch. Mit dem erfolgreichen Beenden des Story-Modus (oder als Vorbestellerbonus) schaltet man den Spiegelmodus frei, in dem man in den horizontal gespiegelten Leveln hauptsächlich von rechts nach links läuft.
Außerdem kann man im Missions-Modus vorgegebene Aufgaben erfüllen und wird nach Zeit mit den Rängen S, A, B und C bewertet. Im Museum können die Münzen, die man in den Jubiläumsmodi anstelle der Extraleben, für abgeschlossene Missionen oder beendete Bosssturm-Modi erhält, gegen Soundtracks, Illustrationen oder Videos eingetauscht werden.

## Sonic Origins Plus
Sonic Origins Plus ist eine Videospielsammlung, die vom Sonic Team entwickelt und von Sega weltweit am 23. Juni 2023, dem 32. Jahrestag von Sonics erstem Videospiel, für Nintendo Switch, PlayStation 4, PlayStation 5, Xbox One, Xbox Series und PC veröffentlicht wurde.
Anders als Sonic Origins wurde Sonic Origins Plus auch als Retail-Fassung verkauft. Amy Rose kam als spielbarer Charakter in den bereits vorhandenen Spielen Sonic the Hedgehog (1991), Sonic the Hedgehog 2 (1992), Sonic the Hedgehog CD (1993) und Sonic 3 & Knuckles (1994) hinzu und Knuckles the Echidna wurde auch in Sonic the Hedgehog CD spielbar gemacht, was im ersten Sonic Origins auch noch nicht möglich war.
Zudem stehen nun 12 weitere Sonic-Spiele, die ursprünglich für den Sega Game Gear erschienen sind, zur Auswahl: Die fünfteilige Jump-’n’-Run-Reihe, bestehend aus Sonic the Hedgehog (1991), Sonic the Hedgehog 2 (1992), Sonic the Hedgehog Chaos (1993), Sonic the Hedgehog Triple Trouble (1994) und Sonic Blast (1995), die Spin-Offs Sonic the Hedgehog Spinball (1994), Dr. Robotnik’s Mean Bean Machine (1993) und Sonic Labyrinth (1995), die Rennspiele Sonic Drift (1994) und Sonic Drift Racing (1995), sowie die Spiele mit Miles Tails Prower als titelgebenden Hauptcharakter, Tails’ Skypatrol (1995) und Tails Adventure (1995).
| Auswählbare Spiele in Sonic Origins Plus | Auswählbare Spiele in Sonic Origins Plus | Auswählbare Spiele in Sonic Origins Plus | Auswählbare Spiele in Sonic Origins Plus | Auswählbare Spiele in Sonic Origins Plus |
| Name des Spiels                          | Release                                  | Genre                                    | Entwickler                               | Ursprüngliches System                    |
| ---------------------------------------- | ---------------------------------------- | ---------------------------------------- | ---------------------------------------- | ---------------------------------------- |
| Sonic the Hedgehog                       | 1991                                     | Jump ’n’ Run                             | Sonic Team                               | Sega Mega Drive                          |
| Sonic the Hedgehog 2                     | 1992                                     | Jump ’n’ Run                             | Sonic Team & Sega Technical Institute    | Sega Mega Drive                          |
| Sonic the Hedgehog CD                    | 1993                                     | Jump ’n’ Run                             | Sonic Team                               | Sega Mega-CD, PC                         |
| Sonic 3 & Knuckles                       | 1994                                     | Jump ’n’ Run                             | Sonic Team & Sega Technical Institute    | Sega Mega Drive                          |
| Sonic the Hedgehog (8-Bit)               | 1991                                     | Jump ’n’ Run                             | Ancient                                  | Sega Game Gear                           |
| Sonic the Hedgehog 2 (8-Bit)             | 1992                                     | Jump ’n’ Run                             | Aspect Co. Ltd                           | Sega Game Gear                           |
| Sonic the Hedgehog Chaos                 | 1993                                     | Jump ’n’ Run                             | Aspect Co. Ltd                           | Sega Game Gear                           |
| Sonic the Hedgehog Triple Trouble        | 1994                                     | Jump ’n’ Run                             | Aspect Co. Ltd                           | Sega Game Gear                           |
| Sonic Blast                              | 1996                                     | Jump ’n’ Run                             | Aspect Co. Ltd                           | Sega Game Gear                           |
| Sonic the Hedgehog Spinball              | 1994                                     | Action                                   | Sega Interactive Development Division    | Sega Game Gear                           |
| Dr. Robotnik’s Mean Bean Machine         | 1993                                     | Puzzle                                   | Compile                                  | Sega Game Gear                           |
| Sonic Labyrinth                          | 1995                                     | Action                                   | Minato Giken                             | Sega Game Gear                           |
| Sonic Drift                              | 1994                                     | Rennspiel                                | Sega                                     | Sega Game Gear                           |
| Sonic Drift Racing                       | 1995                                     | Rennspiel                                | Sega Interactive Development Division    | Sega Game Gear                           |
| Tails’ Skypatrol                         | 1995                                     | Shoot ’em up                             | SIMS Co., Ltd., JSH / Biox               | Sega Game Gear                           |
| Tails Adventure                          | 1995                                     | Jump ’n’ Run                             | Aspect Co. Ltd                           | Sega Game Gear                           |

## Rezeption
Sonic Origins erhielt gute bis durchschnittliche Wertungen. Die Fachpresse war sich durchweg über die vorhandene Qualität der in der Collection enthaltenen Spiele einig, einige hätten sie jedoch noch mehr Inhalte gewünscht. Am meisten Kritik gab es für die optionalen Vorbestellerboni und für mehrere, spielerische Bugs, welche infolgedessen nach den abgegebenen Wertungen via Updates gefixt wurden.

„Die Qualität der Originale stimmt, die Umsetzung muss sich im jetzigen Zustand allerdings Kritik gefallen lassen.“

„Sonic ist der Held meiner Kindheit! Sega hätte hier die Chance gehabt, jüngere Spieler zu interessieren und alten Fans ein wenig Mehrwert zu bieten. Die Versionen der Spiele sind zwar nach wie vor fantastisch, sind aber nur aufgewärmt und original vom Mega Drive ist hier nichts mehr. Das ist diesen Klassikern der Spielegeschichte einfach unwürdig!“

„Sonic Origins hätte so viel mehr sein können, als es am Ende ist. Ihr bekommt im Paket eine tolle Sammlung an Spielen geboten und gerade der Missions-Modus und das Museum werden euch auch längerfristig an den Bildschirm fesseln. Dafür fühlen sich die Hauptspiele trotz ihres guten Kerns jedoch nicht ausreichend aufpoliert an, da neben der hübscheren Optik nicht viel passiert ist. Hier wären einige Quality-to-Life-Funktionen, wie das Setzen von eigenen Checkpoints, sehr wünschenswert gewesen. Zudem fühlt sich der Klassik-Modus keineswegs klassisch an, was vor allem die Kenner der Originale ärgern dürfte. Die Krone wird dem Ganzen dann mit den zusätzlichen DLCs zum Start aufgesetzt, die tolle Inhalte, wie weitere Missionen und Musikstücke, hinter einer Paywall verstecken. Das alles trübt das eigentlich so positive Bild, welches ich von dem Spiel gewonnen habe, weshalb es für mich am Ende nicht zum Spiele-Hit gereicht hat.“